# Koçi Bey
 (mars 2020).
Le contenu est difficilement compréhensible vu les erreurs de traduction, qui sont peut-être dues à l'utilisation d'un logiciel de traduction automatique.
Mustafa Koçi Bey est un homme d'État ottoman du XVIIe siècle. Originaire de Koritza (Korçë).
Au début du XVIIe siècle, il déménage de sa Koritza natale à Constantinople. Il a fait ses études à l'école Enderûn.
Il a occupé divers postes gouvernementaux importants sous le règne des sultans Murad IV (1623-1640) et Ibrahim I (1640-1648). Avec Murad IV, il s'est rendu à Bagdad, où il a composé son premier risalе (traité didactique). Pendant le règne du sultan Ibrahim était un conseiller du sultan et a écrit un deuxième risalе. Dans ses traités, il analyse les causes de la crise de l'économie, de l'armée et des structures politiques de l'Empire ottoman, critiquant les autorités locales, qu'il blâme de corruption.
Les risalеs de Koçi Bey sont des analyses historiques extrêmement précieuses de la société ottomane du XVIIe siècle au cours de la soi-disant. Sultanat des femmes. La bey de Koçi (Korçë) propose des réformes gouvernementales sérieuses et profondes pour sortir la société ottomane de la crise. Selon Koçi Bey, l'Empire ottoman est en déclin depuis les années 1570 après la mort de Selim II. La principale raison de ce déclin est la négligence de la méritocratie.